# Tommaso Landolfi
Pour les articles homonymes, voir Landolfi.
Œuvres principales
- La Pierre de lune
- La Bière du pêcheur
- Sinon la réalité

Tommaso Landolfi, né le 9 août 1908 à Pico, dans la province de Frosinone, dans le Latium, et mort le 8 juillet 1979  à Ronciglione, est un écrivain, un poète et un traducteur italien du XXe siècle. Outre son œuvre narrative, assez singulière, il s'est fait particulièrement remarquer par ses traductions du russe. Bien que peu connu du grand public, peut-être à cause de son langage maniéré et baroque, et parce qu'il s'est maintenu éloigné des principaux courants littéraires italiens de l'après-guerre, il est considéré comme l'un des grands écrivains italiens du XXe siècle.

## Biographie
Il naquit dans une famille noble à Pico Farnese (aujourd'hui dans la province de Frosinone, mais alors dans celle de Caserta). C'est entre Pico, Rome et la Toscane qu'il a passé son enfance et son adolescence, marquées par la mort prématurée de sa mère, quand le futur auteur n'avait que deux ans. Il fit ses études universitaires d'abord à Rome puis à Florence. En 1932 il passa une maîtrise de langue et littérature russes, avec une thèse sur la poétesse Anna Akhmatova. Il collabora avec des revues de Florence, comme Letteratura et Campo di Marte, et plus tard il commença à publier aussi dans des revues de Rome (Occidente, L'Europa Orientale, L'Italia letteraria, Oggi). En 1937 il publia le volume de récits Dialogo dei massimi sistemi, que suivirent Il mar delle blatte e altre storie et le roman La Pierre de lune, tous les deux en 1939.
Il fut emprisonné à Murate (Florence), pendant un mois, à cause de son opposition au régime fasciste. Après la fin de la guerre il reprit son activité littéraire, avec des œuvres comme Récit d'automne (Racconto d'autunno, 1947); Sinon la réalité (Se non la realtà, 1960); Le labrene (1974), A caso (1975). En même temps il fit preuve d'une activité intense en traduisant les auteurs russes et allemands (Gogol, Pouchkine, Novalis, Hofmannsthal) et il collabora avec des publications comme Il Mondo, dirigé par Mario Pannunzio, et le quotidien Corriere della Sera, dans les décennies suivantes.
À l'exception de brefs séjours à l'étranger, sa vie s'écoula entre Rome, les maisons de jeu (San Remo et Venise) et sa résidence de famille à Pico. Il cultivait soigneusement sa réputation de dandy romantique, comme l'avaient fait Byron ou Baudelaire.
Bien qu'il se soit maintenu volontairement à l'écart des cercles intellectuels et mondains, son travail a été très apprécié par des auteurs comme Eugenio Montale et Italo Calvino, qui a édité une anthologie de son œuvre en 1982. Son obsession pour le jeu, ainsi que d'autres sujets autobiographiques, est au centre de ses œuvres journalistiques La Bière du pêcheur (1953), Rien va (1963) et Des mois (1967). En 1975, il a reçu le Prix Strega avec A caso.

## Œuvres
L'œuvre narrative de Landolfi se caractérise par son intérêt pour les problèmes existentiels, intérêt auquel n'est pas étrangère l'influence d'auteurs comme Gogol, Dostoïevski et Kafka.
Ses œuvres sont publiées depuis 1992 par les éditions Adelphi, sous la direction de sa fille, Idolina Landolfi. En 1996 a été créé le Centre d'Études Landolfiennes, qui édite la revue Diario perpetuo.